# إدارة بيئية في الصين
قدم باحثون، كثيرٌ منهم صينيون، روايات مفصلة عن تأثير التنمية الاقتصادية على المشهد البيئي للصين خلال القرن الحالي. بحلول منتصف العقد الأول من القرن التاسع عشر، كانت مساحات شاسعة من شمال الصين قد تحوّلت إلى صحراء؛ أدت إزالة الغابات والممارسات الزراعية السيئة إلى تدهور مساحات شاسعة من الأراضي؛ أدى الإفراط في صيد السمك إلى استنزاف الثروة السمكية؛ وبدأت المصانع الصغيرة في تلويث موارد البلاد من المياه. إضافة إلى ذلك، ألحقت الضغوط الناجمة عن تزايد عدد السكان في الصين والحروب المتكررة خسائر جسيمة بالبيئة، ما صنع تحديًا للتنمية في الصين.
بحلول نهاية القرن العشرين وبداية القرن الحادي والعشرين شهد الاقتصاد الصيني نموًا هائلًا. شجعت السياسات الحكومية الجديدة خصخصة الزراعة والتحضر الشامل لسكان الريف في الصين وتنمية عشرات الآلاف من الصناعات الريفية الصغيرة وتدفق الاستثمارات الدولية. كانت النتائج مذهلة: انُتشل مئات ملايين الصينيين من براثن الفقر؛ ولا يزال اقتصاد الصين ينمو بمعدل يتراوح بين 8 و 12% سنويًا، كما كان عليه الحال منذ عقدين، وبحلول نهاية عام 2005، كانت الصين رابع أكبر اقتصاد وثالث أكبر دولة مُصدّرة في العالم بعد الولايات المتحدة وألمانيا. مع ذلك، دفعت البيئة في الصين ثمنًا باهظًا لهذا النمو الاقتصادي. إذ شكّل كلّ من تلوث المياه، وتلوث الهواء، وتدهور التربة تهديدًا هائلًا للأنظمة البيئية وصحة الإنسان. على كل حال، تأخذ الحكومة الصينية هذه القضايا على محمل الجد وتُدرجها ضمن سياساتٍ وخططٍ على أعلى مستوى.
بنفس القدر من النمو الاقتصادي السريع، يتغير نظام الإدارة البيئية بسرعةٍ في الصين؛ لينتج عن ذلك بناء مؤسسات وممارسات بيئية جديدة. تزايدت إدارة سلطات الدولة من خلال القوانين وإضفاء الطابع اللامركزي على صنع السياسات البيئية وتنفيذها. أما الجهات الفاعلة غير الحكومية -من الشركات الخاصة والمواطنين (المنظمين) على حد سواء- فتضطلع بمزيد من المسؤوليات والمهام في مجال الإدارة البيئية. نشأت علاقات جديدة بين الدولة والسوق والمجتمع المدني في مجال الإدارة البيئية، مع زيادة التركيز على الكفاءة والشرعية.

## المؤسسات البيئية في الصين
اعتقدت الصين ذات يوم أن البشر قادرون على غزو الطبيعة، وأن المجتمعات الرأسمالية فقط هي التي عانت من التدهور البيئي.
لكن في عام 1972، عندما أرسلت الصين وفدًا إلى مؤتمر الأمم المتحدة الأول المعني بالبيئة البشرية، بدأ هذا النوع من التفكير بالتغيّر. أُنشأت في العام 1974 المجموعة الرائدة لحماية البيئة بشكل متساوٍ عبر الأقاليم الصينية. تطورت لاحقًا إلى الوكالة الوطنية لحماية البيئة في عام 1988. في عام 1983، أُعلن الحفاظ على البيئة بوصفه مبدًا وطنيًا أساسيًا في الصين، وبالتالي، اقترحت حكومة الصين مبادئ رئيسية لحماية البيئة تضمنت «الوقاية هي الأساس، ثم السيطرة على الملوّث المسؤول من أجل مكافحة التلوّث». في وقت لاحق، وُضع إطار تنظيمي وطني يتألف من مجموعة من القوانين البيئية، واللوائح التنفيذية، والمعايير والتدابير (بشأن جميع القطاعات البيئية الرئيسية، بدءًا بحماية البحار والمياه في عامي 1982 و1984 على التوالي). في عام 1994، وضعت الصين إستراتيجية واسعة لتحقيق التنمية المستدامة، وبحلول عام 1996، كانت الصين قد وضعت أول خطة خمسية لحماية البيئة.
وعلى المستوى الوطني، تملك الصين أكثر من 20 قانونًا بيئيًا وافق عليها مجلس الشعب الصيني، ويوجد أكثر من 140 لائحة تنفيذية أصدرها مجلس الدولة وسلسلة من التنظيمات القطاعية والمعايير البيئية التي حددتها وكالة الدولة لحماية البيئة. اقترحت الحكومة الصينية في عام 2003 مفهومًا جديدًا للتنمية يؤكد على الإنسانية ويحاول تحقيق التنمية المستدامة والوئام بين الإنسان والطبيعة، فضلًا عن التقدم الاجتماعي والاقتصادي المُنسق بين مختلف المناطق ومع البلدان الأجنبية. على الصعيد الدولي، شاركت الصين أيضًا في معاهداتٍ مثل اتفاقية التنوع البيولوجي، واتفاقية الألفية للتنمية التي تشمل تخفيف حدة الفقر وحماية البيئة وتحقيق التنمية المستدامة.
على الصعيد المؤسساتي، يُنفَّذ الإطار التنظيمي الوطني رأسيًا عبر نظام إداريّ يتكون من أربعة مستويات؛ الوطني والإقليمي والبلدي والمقاطعاتي. تخضع المستويات الثلاثة الأخيرة مباشرةً للسلطات المناظرة لها من حيث الشؤون المالية وإدارة الموارد البشرية. في حين أن الوكالة الوطنية لحماية البيئة غير مسؤولة سوى عن مهمتها الجوهرية. ترافق سن قوانين وصكوك وأنظمة بيئية مختلفة خلال العقدين الماضيين مع زيادة طفيفة في الحالة البيروقراطية لهذه السلطات البيئية وقدرتها. على سبيل المثال، رُفع قانون السياسة البيئية الوطنية من قبل المكتب الوطني لحماية البيئة إلى الوكالة الوطنية لحماية البيئة (في عام 1988)، وفي عام 1998 حصل على المركز الوزاري بصفة الوكالة الوطنية لحماية البيئة. بحلول عام 1995، امتلكت «الدولة البيئية» في الصين أكثر من 88 ألف موظف في مختلف أنحاء البلاد، وبحلول عام 2004، ارتفع عددهم إلى أكثر من 160 موظف. وفقا لجاهيل (1998: 776 مقتبس من كارتر وآخرين، 2007) حول هذه البيروقراطية البيئية: «شهدت السنوات الـ 15 الماضية تجميع نظام مؤسسي على نطاق واسع وزيادةً في رتبته».
إلى جانب الوكالة الوطنية لحماية البيئة، تعتبر كلٌّ من هيئة تخطيط التنمية الحكومية ولجنة الدولة الاقتصادية والتجارية هيئتان وطنيتان مهمتان للدولة في مجال حماية البيئة، لاسيما منذ إعادة التنظيم الحكومي الحاصل مؤخرًا.

## من التنظيم البيئي إلى الإدارة البيئية
رأى النظام البيئي الأولي في الصين أن الدولة تلعب دورًا مهيمنًا، في حين لم يكن لدى الصناعة والجماعات المحلية سوى قدر ضئيل من التأثير على النظام. كانت الدولة في المقام الأول عبارة عن وكالات إدارية شملت إدارات بيئية ووكالات اقتصادية لم تُسهم فيها المؤسسات التشريعية والقضائية سوى بقدرٍ ضئيلٍ أو معدوم. لم تكن قطاعات الأعمال أو الصناعة سوى موضوعاتٍ منفعلة تنظمها الدولة، دون أي اكتراثٍ للانصياع خارج حدود القوانين البيئية.
قبل منتصف التسعينيات، لم تكن هناك منظمات بيئية غير حكومية حقيقية في الصين. كان من الواضح عدم وجود مجتمع مدني قوي ليعبر عن المصالح والأفكار البيئية للمجتمع المدني بين صناع القرار السياسي أو للضغط من أجل تنفيذ السياسات البيئية في الصين. لم يتمكن المجتمع المدني وضحايا التلوث الصناعي سوى اللجوء إلى ثلاث سبلٍ لحماية مصالحهم أو التعبير عن استيائهم إزاء أي صراعات بيئية. بدايةً، أمكن للمواطنين أن يشتكوا من الأضرار الناجمة عن التلوث الصناعي في مكاتب حماية البيئة بمستوياتٍ مختلفة. ثانيًا، أمكن لنواب المؤتمرات الشعبية وممثلي المؤتمرات الاستشارية السياسية الشعبية على المستويات الوطنية والإقليمية والبلدية والقطرية تقديم مقترحات لوقف التلوث الصناعي أو تعويض الضحايا. ثالثًا، أمكن للضحايا التماس وساطةً من السلطات البيئية في حالات النزاعات البيئية مع الملوثين الصناعيين، والتي نادرًا ما أسفرت عن تعويضٍ لهم.